# Padilla de Arriba
Padilla de Arriba település Spanyolországban, Burgos tartományban. Padilla de Arriba Grijalba, Padilla de Abajo, Melgar de Fernamental és Villamayor de Treviño községekkel határos. Lakosainak száma 92 fő (2024).

## Népesség
A település népessége az utóbbi években az alábbiak szerint változott:
| Lakosok száma | 131  | 110  | 98   | 84   | 89   | 80   | 78   | 75   | 86   | 92   |
|               | 2001 | 2004 | 2006 | 2009 | 2011 | 2014 | 2016 | 2019 | 2021 | 2024 |